# Лицен (Саксонија-Анхалт)
Лицен (њем. Lützen) град је у њемачкој савезној држави Саксонија-Анхалт. Једно је од 43 општинска средишта округа Бургенланд. Према процјени из 2010. у граду је живјело 7.826 становника.

### Историја
Током 1632. крај Лицена се одвијала битка код Лицена, једна од најодлучнијих битака Тридесетогодишњег рата. У бици се сукобила швдско-протестантска војска под вођством Густава Адолфа и војска Светог римског царства. Шведска војска је победила, али у бици је погинуо Густав Адолф. Наполеон је 1813. крај Лицена победио руску и пруску војску под командом фон Блихера. У тој бици је учествовало 230.000 војника.

### Географски и демографски подаци
Лицен се налази у савезној држави Саксонија-Анхалт у округу Бургенланд. Град се налази на надморској висини од 121 метра. Површина општине износи 74,6 km². У самом граду је, према процјени из 2010. године, живјело 7.826 становника. Просјечна густина становништва износи 105 становника/km². Посједује регионалну шифру (AGS) 15084315.